# Mats Pemer
Mats Olov Pemer, ursprungligen Johanson, född 26 april 1945 i Bromma församling i Stockholm, är en svensk arkitekt.
Mats Pemer har varit stadsplaneringschef i Stockholms stad. Han har representerat Vänsterpartiet i styrelsen för länsstyrelsen i Stockholms län samt varit sekreterare vid Kommunförbundet.
Under sent 1990-tal var han, tillsammans med Charlotte Holst, starkt delaktig i förvandlingen av Hornsberg från industriområde till bostadsområde.
Han är medförfattare till publikationerna Stockholm bygger 2002 (2002), Boendesegregation – orsaker och mekanismer – en genomgång av aktuell forskning (2010), Den segregerade staden – tre kvarter i Stockholms innerstad (2011) och Nya Hornsberg – ett stadsbyggnadsprojekt på västra Kungsholmen (2014).
Pemer är son till byråchefen vid FMV Hans Johanson och studierektor Brita Pemer-Johanson. Han antog moderns flicknamn 1963. 1982 gifte han sig med forskaren, docent Elisabeth Lilja (född 1947), med vilken han har en son. Bo Pemer och Björn Rosendal var sysslingar till honom.